# Çeşməbasar
Cet article concerne la municipalité et le village en Azerbaïdjan. Pour la langue, voir azéri.
Çeşməbasar est un village et une municipalité du rayon de Babek à Nakhitchevan, en Azerbaïdjan. Il est situé sur le côté gauche de l'autoroute Nakhitchevan-Ordubad, à 8 km du centre du rayon, dans la plaine. Sa population est occupée par la culture céréalière et l'élevage. Il y a une école secondaire, un club, une bibliothèque et une mosquée dans le village.

## Étymologie
Çeşməbasar est situé dans la plaine d'Araxe. Jusqu'au début du XIXème siècle, la zone du village était la zone de plantation du village de Güznüt. Çeşməbasar signifie "endroit qui s'est couvert d'eau". Les résidents locaux disent que le nom réel du village était Çeşməsara. Fabriqué à partir des mots de Çeşmə (source) et sara (net, pur), ce nom géographique signifie «eau pure» et expliqué par le fait que dans le passé, les environs étaient de nombreuses sources carbonatées.

## Personnes notables
- Fattah Heydarov - Député du Parlement azerbaïdjanais, vice-président du Comité de politique régionale du Parlement azerbaïdjanais.
- Kamaladdin Heydarov - Ministre des situations d'urgence de l'Azerbaïdjan, colonel général, président des fédérations de taekwondo et de boxe, vice-président de la Fédération mondiale de taekwondo.
- Tale Heydarov - Président de "la société européenne - azerbaïdjanaise" et président du FC Gabala.